# بندر کاسپین
بندر کاسپیَنمنطقه‌ای است نزدیک بندر انزلی که به عنوان بزرگ‌ترین زیرساخت بندری ایران در دریای خزر با رویکرد صادراتی و با هدف توسعه روابط اقتصادی با کشورهای حاشیه دریای خزر و راه اندازی کریدور شمال - جنوب در سواحل شهرستان انزلی واقع در محدوده منطقه آزاد تجاری-صنعتی انزلی ساخته شده و در حال توسعه است.

## تاریخچه
دربارهٔ احداث بندر کاسپین در مناطق آزاد انزلی از سال ۱۳۸۷ به عنوان یک طرح اقتصادی در دولت وقت آن زمان تصویب شد و عملیات عمرانی آن نیز در سال ۱۳۸۹ مورد تصویب قرار گرفت و آغاز شد. این بندر مشمول معافیت‌های مربوط به مناطق آزاد ایران است و هیئت وزیران در بهمن ماه سال ۱۳۹۶ شمسی، بندر کاسپین در استان گیلان را به عنوان مرز رسمی و مجاز دریایی تعیین کرد.

## نامگذاری
این بندر تنها بندر ایران با تلفظ بین‌اللملی دریای کاسپین برگرفته از نام قوم ایرانی کاسپی‌ها است. (کاسپین با پسوند فرانسوی و انگلیسی -ین، شکل فرانسوی و انگلیسی واژه کاسپی است، در مراودات رسمی بین‌المللی دولت ایران نیز از نام کاسپین استفاده می‌شود) کاسپی‌ها یکی از اقوام باستانی فلات ایران بودند که در سواحل جنوب غربی دریای کاسپین جایی در شمال یا جنوب رود کر واقع در قفقاز جنوبی می‌زیستند.

## معرفی
بندر کاسپین بزرگ‌ترین بندر ایران در سواحل جنوبی دریای خزر  خواهد شد. این بندر هم‌اکنون دو اسکله فعال دارد که فروردین ماه ۱۳۹۶ افتتاح شد بندر کاسپین رقیب دیگر بنادر ایرانی در دریای کاسپی همچون بندر انزلی و بندر امیرآباد در ترانزیت منطقه‌ای کالا و مسافر است.

### مجتمع بندری کاسپین
مجتمع بندری این بندر دارای دو موج شکن و شامل ۲۵ پست اسکله شامل بر چهار پست ترمینال کانتینری، سه پست ترمینال نفتی، دوپست ترمینال کالاهای فله خشک، ده پست ترمینال چندمنظوره، دویست ترمینال کالاهای عمومی، یک پست ترمینال رو-رو و یک پست ترمینال اختصاصی و مسافری بزرگ‌ترین و کاملترین مجموعه بندری شمال ایران در حال احداث است.

### مجتمع مارینای بندر کاسپین
موج شکن و اسکله مارینای یک مجتمع بندری کوچک زیر مجموعه بندر کاسپین برای شناورهای سبک تفریحی و مسافری است. مارینای بندر کاسپین یک مجموعه گردشگری دریایی در حال ساخت است که دارای بخش‌هایی نظیر اسکله قایق‌های تفریحی، هتل، رستوران دریایی، مرکز ورزش‌های دریایی، امکانات تفریحی مرتبط با ساحل و دریا می‌باشد. اسکله مارینا بندر کاسپین امکان پهلوگیری ۳۵۰ قایق مسافری تفریحی به صورت همزمان و کشتی کروز در این اسکله را فراهم خواهد آورد.

### پسکرانه‌ها
پسکرانه‌های بندر کاسپین شامل بر انبارهای سرپوشیده به مساحت افزون بر ۱۰ هزار متر مربع با ظرفیت پذیرش و نگهداری سالانه یک میلیون تن کالا در فاز اول، سیلوهای غلات و سایر فضاهای لجستیکی مورد نیاز بندر کاسپین است.

### راه‌آهن رشت-بندر کاسپین
در اسفند ماه سال ۱۳۹۷ و همزمان با بهره‌برداری از خط راه‌آهن قزوین-رشت توافقنامه عملیات اجرایی پروژه‌ای اتصال راه‌آهن رشت به شهرستان انزلی و بندر کاسپین در حضور رئیس‌جمهور در رشت امضا شد.

## محیط زیست
بنا بر گزارش‌ها، و به گفته رئیس سازمان حفاظت محیط زیست ساخت این اسکله، محیط زیست سواحل زیباکنار را با خطر جدی روبرو می‌کند. به طوری که حکم قضایی برای توقف ساخت آن نیز صادر شد که با انجام ملاحظات زیست‌محیطی ساخت این بندرگاه از سر گرفته شده‌است.